# Blomskogs distrikt
Blomskogs distrikt är ett distrikt i Årjängs kommun och Värmlands län. Distriktet ligger omkring Blomskog i sydvästra Värmland och gränsar till Dalsland.

## Tidigare administrativ tillhörighet
Distriktet inrättades 2016 och utgörs av Blomskogs socken i Årjängs kommun.
Området motsvarar den omfattning Blomskogs församling hade vid årsskiftet 1999/2000.

## Tätorter och småorter
I Blomskogs distrikt finns två småorter men inga tätorter. 

### Småorter
- Fölsbyn (del av)
- Gustavsfors (del av)